# کلیمنه، موزامبیک
کلیمنه (به لاتین: Quelimane) یک منطقهٔ مسکونی در موزامبیک است که در استان زامبزیا واقع شده‌است.
 کلیمنه ۱۱۷ کیلومتر مربع مساحت و ۳۴۹٬۸۴۲ نفر جمعیت دارد و ۱ متر بالاتر از سطح دریا واقع شده‌است.

## خواهرخوانده
شهر ستوبال خواهرخواندهٔ کلیمنه، موزامبیک هست.